# Schellenboom

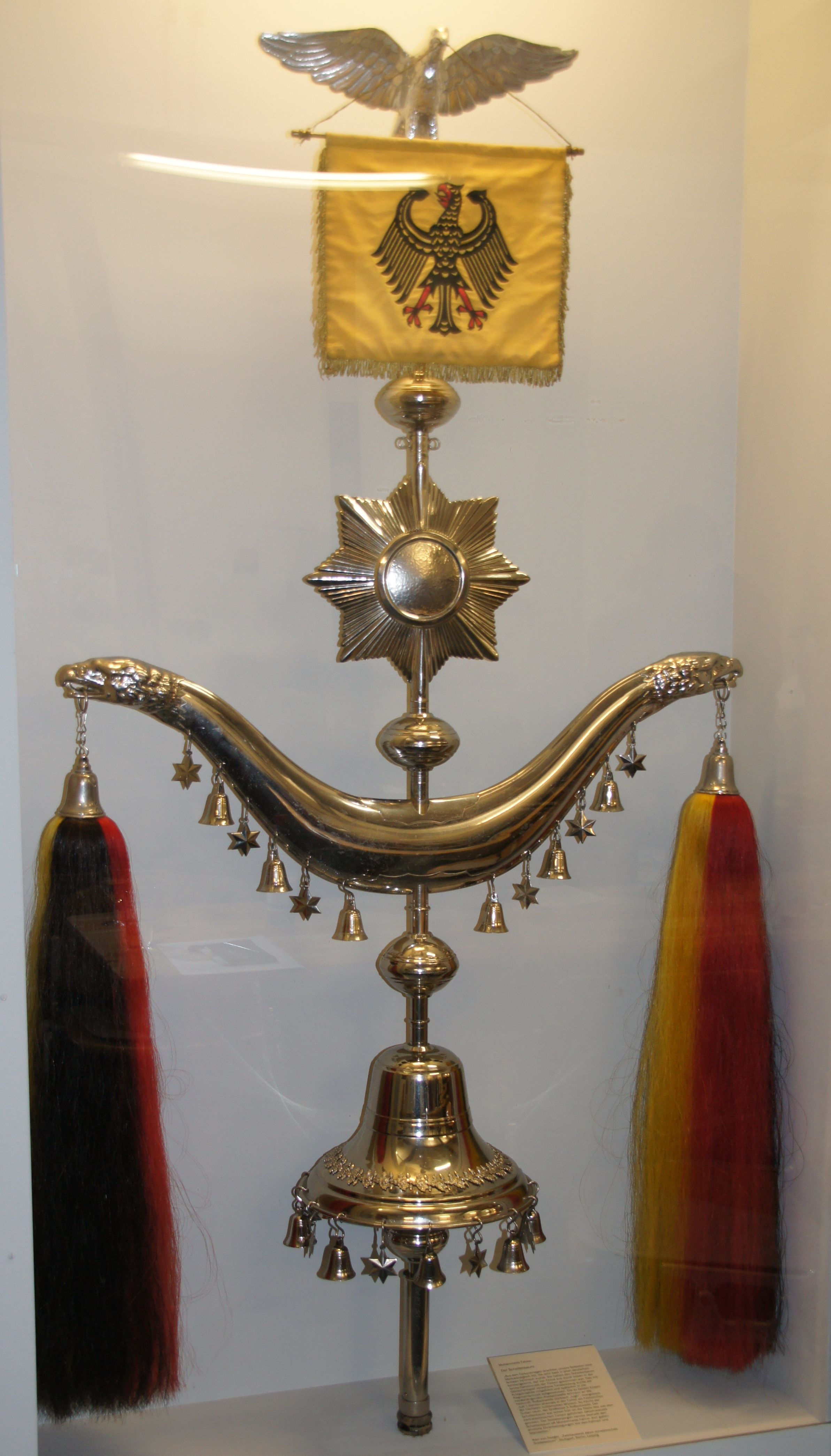
Schellenboom van het Duitse leger

Een schellenboom (ook wel Turkse beiaard, bel of schel) is een muziekinstrument van Ottomaanse oorsprong.
Het bestaat uit een stok die kan worden vastgehouden met daaraan schellen en/of bellen, vaak zijn deze bevestigd aan een metalen ring of krans en met ornamenten. Ter versiering zijn ook vaak twee paardenharen kwasten aanwezig, hangend aan de Turkse halve maan. De schellenboom wordt gebruikt door muziekkorpsen tijdens optochten. Hij heeft twee functies: het rinkelen van de bellen maakt het tot een muziekinstrument, de ornamenten en zijn plek in de buurt van het vaandel maken het tot aandachtstrekker. Schellenbomen komen meestal voor in paren.
Een interessant paar schellenbomen werd ca. 1850 geschonken door koning Willem III aan de Koninklijke Stedelijke Harmonie te Apeldoorn. Deze zijn tegenwoordig te zien in de stallen van het museum Paleis Het Loo.